# Font de l'Espluga Calba
La Font de l'Espluga Calba és una font pública de l'Espluga Calba (Garrigues) inclosa a l'Inventari del Patrimoni Arquitectònic de Catalunya.

## Descripció
És una font coneguda com "del moliner" per estar ubicada al costat de la casa de Cal Moliner, malgrat que no hi ha cap relació. És de pedra, adossada a la vorera i esglaonat del carrer Fulleda. Consta d'una pica quadrangular de pedra i un cos superior metàl·lic d'on surt l'aixeta de l'aigua. Formant part també del conjunt hi ha un antic abeurador per animals que resta cimentat i s'usa avui com a banc.

## Història
La font data de l'any 1917 o 1918. Originàriament, estava col·locada davant de Cal Farré, just a l'altre costat de la carretera de Fulleda, oposada d'on la trobem avui. És el 1929 quan es canvia la ubicació perquè es feren les obres de la carretera de Fulleda i s'hi posa l'abeurador, procedent de la plaça del Pou, on n'hi havia dos.